# Raphaël Bretton
Raphaël Bretton (Paris, 7 de fevereiro de 1920 — Green Valley, 20 de fevereiro de 2011) foi um diretor de arte francês. Venceu o Oscar de melhor direção de arte na edição de 1970 por Hello, Dolly!, ao lado de John DeCuir, Jack Martin Smith, Herman A. Blumenthal, Walter M. Scott e George James Hopkins.